# Кениън Сити
Кениън Сити (на английски: Cañon City) е град в окръг Фримонт, щата Колорадо, САЩ. Кениън Сити е с население от 15 431 жители (2000) и обща площ от 31,2 km². Намира се на 1625 m надморска височина. ЗИП кодът му е 81212 & 81215, а телефонният му код е 719.